# Tháng 8 năm 2012
Tháng 8 năm 2012 bắt đầu vào Thứ Tư và kết thúc sau 31 ngày vào Thứ Sáu.

## Chủ đề:Thời sự
| << Tháng 8 năm 2012 >> |    |    |    |    |    |    |
| CN                     | T2 | T3 | T4 | T5 | T6 | T7 |
|                        |    |    | 1  | 2  | 3  | 4  |
| 5                      | 6  | 7  | 8  | 9  | 10 | 11 |
| 12                     | 13 | 14 | 15 | 16 | 17 | 18 |
| 19                     | 20 | 21 | 22 | 23 | 24 | 25 |
| 26                     | 27 | 28 | 29 | 30 | 31 |    |
|                        |    |    |    |    |    |    |

| Giới thiệu trang này |

| Sự kiện đang tiếp diễn                                                     |
| -------------------------------------------------------------------------- |
| - Đại Suy thoái - Khủng hoảng nợ công châu Âu - Khủng hoảng kinh tế Hy Lạp |

| Mới mất |
| --- |
| Tháng 8 - 31: Carlo Maria Martini - 30: Chris Lighty - 28: Rhodes Boyson - 25: Neil Armstrong - 24: Maureen Toal - 24: Félix Miélli Venerando - 24: Jean-Luc Delarue - 23: Steve Van Buren - 23: Merv Neagle - 22: Nina Bawden - 22: Tony Nicklinson - 21: Georg Leber - 21: Guy Spitaels - 20: Meles Zenawi - 20: Dom Mintoff - 20: Phyllis Diller - 19: Tony Scott - 18: Jesse Robredo - 18: Scott McKenzie - 17: Victor Poor - 16: William Windom - 15: Harry Harrison - 14: Vilasrao Deshmukh - 13: Ray Jordon - 13: Helen Gurley Brown - 13: Johnny Pesky - 12: Sid Waddell - 11: Michael Dokes - 10: Suresh Dalal - 9: Carl Davis - 8: Hans R. Camenzind - 8: Sancho Gracia - 8: Jairo Varela - 7: Anna Piaggi - 7: Judith Crist - 6: Sir Bernard Lovell - 6: Marvin Hamlisch - 6: Robert Hughes - 5: Chavela Vargas - 4: Con Houlihan - 4: Metin Erksan - 3: Paul McCracken - 2: Marguerite Piazza - 2: John Keegan - 1: Keiko Tsushima - 1: Abel Salinas |

| Xung đột tiếp diễn |
| --- |
| - Chiến tranh chống khủng bố - Hải tặc Somalia - Xung đột Ả Rập-Israel - Yemen trấn áp al-Qaeda - Chiến tranh Afghanistan - Bạo loạn ở miền Nam Thái Lan - Tranh chấp chủ quyền Biển Đông - Xung đột biên giới Campuchia–Thái Lan - Chiến tranh ma túy Mexico - Xung đột nội bộ tại Peru |

| sửa thanh bên |
|               |